# Delo (1949–1995)
Delo je bilo glasilo Komunistične partije Italije za slovensko narodno skupnost v Italiji.
Glasilo je začelo izhajati 1949 v Trstu kot tedenik, nato mesečno in nazadnje kot petnajstdnevnik s podnaslovi Glasilo OF STO, pozneje Glasilo KP STO, od 1961 Glasilo Avtonomne tržaške federacije KPI, od 1962 Glasilo KPI za slovensko narodno manjšino. Do normalizacije odnosov med Jugoslavijo in Sovjetsko zvezo je zagovarjalo protijugoslovansko informbirijevsko politiko Komunistične partije Italije. Med uredniki so bili Marija Bernetič, Jelka Gerbec, Albin Škerk in Ferdi Zidar.